# 60億圓紙幣

60億圓紙幣於1949年（民國38年）5月10日，由中华民国新疆省銀行發行的新省币紙鈔，是中國歷史上面額最大的紙幣。60億圓鈔票印有“折合金圓券壹萬圓”字樣，這也是中國貨幣史上唯一在一枚紙幣上並列兩種不同的貨幣單位和金額的紙幣。

## 歷史
1948年（民國37年）8月，中華民國政府發行的法幣因通貨膨脹而徹底崩潰，於是發行新的貨幣金圓券，並以1押300萬法幣的比價收兌舊幣。由於未能嚴守發行限制，新貨幣無助抑制物價上漲，惡性通貨膨脹持續。當時中央政府發行的貨幣與新疆地方貨幣折價共同流通使用。
1948年12月，新疆商業銀行改組為新疆省銀行，其後發行3仟萬圓、6仟萬圓、6億圓和30億圓的銀行券作為地方貨幣。到1949年（民國38年）5月，該行發行了面值60億圓的銀行券，成為中國史上面額最大的紙幣。

## 另見
- 津巴布韋元
- 匈牙利帕戈